# Pëtr Petrovič Fëdorov
Pëtr Petrovič Fëdorov (in russo Пётр Петрович Фёдоров?; Mosca, 21 aprile 1982) è un attore, produttore cinematografico e sceneggiatore russo, principalmente conosciuto per aver interpretato i ruoli di Guy Gaal in Dark Planet, Gromov in Stalingrad, Jakovlev in Duėljant e del cosmonauta Konstantin Vešnjakov in Sputnik.

## Filmografia parziale

### Cinema
- Zvezdopad (Звездопад)), regia di Igor' Talankin (1981)
- 101-j kilometr (101-й километр), regia di Leonid Marjagin (2001)
- Ёlki 2 (Ёлки 2), regia di Dmitrij Kiselëv, Aleksandr Baranov, Aleksandr Kott (2011)
- PiraMMMida (ПираМММида), regia di Ėl'dar Salavatov (2011)
- L'ora nera (The Darkest Hour), regia di Chris Gorak (2011)
- Stalingrad (Сталинград), regia di Fëdor Bondarčuk (2013)
- Saranča (Саранча), regia di Egor Baranov (2015)
- A zori zdes' tichie... (А зори здесь тихие…), regia di Renat Davlet'jarov (2015)
- Ëlki lochmatye (Ёлки лохматые), regia di Maksim Svešnikov (2015)
- Duėljant (Дуэлянт), regia di Aleksej Mizgirёv (2016)
- Ledokol (Ледокол), regia di Nikolaj Chomeriki (2016)
- Avanpost (Аванпост), regia di Egor Baranov (2019)
- Sputnik (Спутник), regia di Egor Abramenko (2020)
- Lёtčik (Лётчик), regia di Renat Davlet'jarov (2021)

### Televisione
- Vy vse menja besite (2017-)